# قاعدة ألين
قاعدة ألين (Allen's rule) هي قاعدة مجتمعية صاغها جويل آساف ألين في عام 1877 ،  والتي تنص على أن الحيوانات المتكيفة مع المناخ البارد تمتلك أطرافا قصيرة نسبيا. في مزيد من التفاصيل، تعني أن الحيوانات  ثابتة الحرارة الحيوانات في المناخ الحار تمتلك نسبة حجم إلى سطح صغيرة بسبب التكيف الحراري بينما تمتلك الحيوانات ثابتة الحرارة في المناخ البارد نسبة حجم إلى سطح مرتفعة بسبب التكيف الحراري.

## التفسير

لكل من هذين الشكلين نفس الحجم بالرغم من أن مساحة سطحيهما مختلفة

تتنبأ قاعدة ألين  أن الحيوانات الماصة للحرارة التي لديها نفس حجم الجسم يجب أن يكون لديها مساحة سطح مختلفة التي من شأنها إما مساعدة أو إعاقة تبديد الحرارة.
يظهر الرسم التوضيحي اثنين من الأشكال المستطيلة التي تتألف كل منها من ثمانية مكعبات. كل وحدة مكعب حجمها وحدة حجم ومساحة سطح كل منها وحدة مساحة واحدة. الشكل المستطيل الذي لديه اثنين من المكعبات عرضا ومكعب واحد طولا وأربعة مكعبات ارتفاعا سوف يكون حجمه 8 وحدات3 و مساحة سطحه 28 وحدة2. المكعب المركب الذي لديه اثنين من المكعبات عرضا، اثنين من المكعبات طولا واثنين من المكعبات ارتفاعا سيكون له نفس الحجم من 8 وحدات3 ولكن المساحة السطحية ستكون فقط 24 وحدة2.
في المناخ البارد، تتنبأ قاعدة ألين بأن الحيوانا يجب أن تمتلك لذلك نسبة أقل بين المساحة والحجم. لأن الحيوانات في المناخات الباردة تحتاج الحفاظ على أكبر قدر من الحرارة ممكن، تتنبأ قاعدة ألين بأن يمتلكوا نسبة مساحة سطح إلى حجم منخفضة لتقليل مساحة السطح التي تبدد الحرارة، مما يسمح لهم بالاحتفاظ بالمزيد من الحرارة.
في المناخ الدافئ تتنبأ قاعدة ألين بأن الحيوانات يجب أن تمتلك لذلك نسبة مساحة سطح إلى حجم مرتفعة. لأن الحيوانات التي تمتلك مساحة سطح إلى حجم أقل ستحتر سريعا، لذا تتنبأ قاعدة ألين أن الحيوانات في المناخ الدافئ يجب أن تمتلك نسبة مساحة سطح إلى حجم مرتفعة لزيادة مساحة السطح التي تبدد الحرارة مما يسمح بفقد الحرارة الزائدة.
ادعى كل من ر.ل.نودز وس.أ.أوسفالد في عام 2007 أن هناك دعم ضعيف لقاعدة ألين حتى وإن كانت تمتلك قاعدة مجتمعية راسخة . حيث قالوا أن دعم قاعدة ألين مستمد من دراسات عرق واحد، حيث أن دراسات الأعراق المختلفة مرسخة بتأثير «قاعدة بيرجمان» والتكيفات المتبادلة التي تعارض تنبؤات قاعدة ألين
ادعى كل من ج.س.ألهو وبعض الزملاء في عام 2011 أنه على الرغم من أن قاعدة ألين تمت صياغتها في الأصل على الحيوانات   داخلية الحراراة ، إلا أنه يمكن تطبيقها أيضا على الحيوانات  خارجية الحرارة التي تستمد درجة حرارة الجسم من البيئة. في نظرهم، فإن الحيوانات خارجية الحرارة والتي تمتلك  نسبة مساحة سطح إلى حجم أقل ستسخن وتبرد بسرعة أقل، وهذه المقاومة للتغيرات في درجة الحرارة ربما تصبح تكيفية في البيئات المتغيرة حراريا. حيث قال ألهو بأنه أصبح هناك اهتمام متزايد بقاعدة ألين بسبب الاحتباس الحراري والتغيرات التطورية المجهرية التي تنبأ بها ألين.

## في البشر

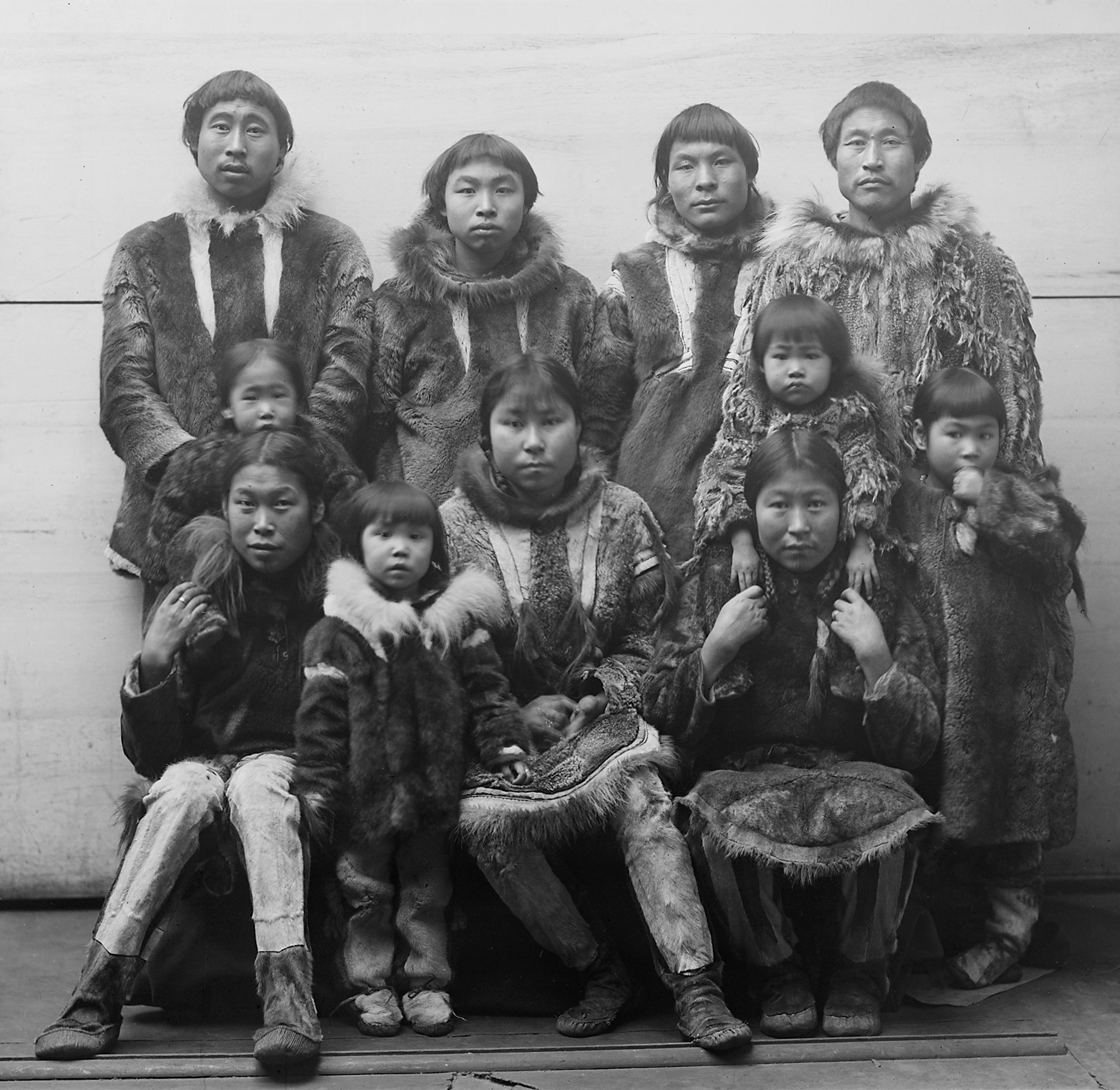
" مجموعة من الإسكيمو" من قبل المصور وليام (1894)

تمت ملاحظة اختلافات ملحوظة في طول الأطراف فحص شرائح متعددة من سكان يعيشون على ارتفاعات مختلفة. في بيرو, الأفراد الذين يعيشون في المرتفعات تميل أطرافهم إلى أن تصبح أقصر، بينما نفس السكان الذين يعيشون في مناطق أكثر انخفاضا كما في المناطق الساحلية امتلكوا عامة أطرافا أطول وجذوعا أكبر.
لاحظ كل من كاتزماركيز وليونارد بالمثل في عام 1998 أن السكان البشريين كما يبدو يتبعون قاعدة ألين، حيث قالوا أن هناك ترابط سلبي بين كتلة الجسم والحرارة السنوية الظاهرية للسكان البشريين، مما يعني أن السكان من المناطق الباردة يمتلكون بنية ثقيلة بالنسبة لأطوالهم، بينما السكان من المناطق الحارة يمتلكون بنية أخف بالنسبة لأطوالهم.

## في الحيوانات
الدب القطبي لديه أطراف ممتلئة وأذنين قصيرة جدا ما يتفق مع قاعدة ألين.
السكان من نفس النوع من مختلف خطوط العرض يتبعون أيضا قاعدة الين.
في عام 2007 ، درس كل من ر.ل.نودز وس.أ.أوسفالد الأطوال الظاهرية لأقدام  الطيور البحرية، الدراسة أظهرت أن سيقان الطيور البحرية متناسبة سلبيا مع درجة الحرارة القصوى في بيئتها مما يدعم أيضا قاعدة ألين.
قال كل من ج.س.ألهو وبعض الزملاء أن طول  الساق والفخذ أعلى نسبة في سكان الضفدع الشائع من السكان الأصليين إلى مناطق خطوط العرض الوسطى، بما يتفق مع توقعات قاعدة ألين في الكائنات خارجية الحرارة.

## الآلية
العامل المساهم في قاعدة ألين قد يكون أن نمو الغضروف يعتمد جزئيا على درجة الحرارة. درجة الحرارة يمكن أن تؤثر بشكل مباشر على نمو الغضروف، مما يقدم تفسيرا بيولوجيا تقريبيا لهذه القاعدة. حيث قام المجربون بتربية الفئران إما في 2 درجة مئوية أو 26 أو 48 درجة مئوية ومن ثم قياس أطوال آذانها وذيولها، وجدوا أن الذيول والآذان كانت أصغر بشكل واضح في الفئران التي نمت في بيئة باردة مقارنة مع تلك التي نمت في البيئة الدافئة أو الحارة، بالرغم من أن كتلة أجسامهم كانت تقريبا واحدة. وجدوا أيضا أن الفئران التي نمت في البيئة الباردة امتلكت تدفق دم أقل في أطرافها، وعند محاولة العلماء إنماء عينات العظام في درجات حرارة مختلفة وجدوا أن العينات التي نمت في درجة حرارة مرتفعة كان بها نمو في أكبر في الغضروف من تلك التي كانت في درجات حرارة منخفضة .